# Dognecea (gmina)
Gmina Dognecea – gmina w okręgu Caraș-Severin w zachodniej Rumunii. Zamieszkuje ją 2009 osób. W skład gminy wchodzą miejscowości Calina i Dognecea. 